# Peninsaari
Peninsaari är en av Finska vikens utöar och ligger cirka 6 km ost-nordost om ön Lövskär och 17 km väst om Seitskär. Ön har inget svenskspråkigt namn, och på nyare västerländska sjökort står det Malyj, men det är troligen en felöversättning av det ryska Малый, som betyder "lilla" och troligen syftat på Lilla Lövskär. På äldre ryska kartor heter den Пенин-сар (Penin-sar).
Före vinterkriget var ön en del av den finländska kommunen Lövskär, och på gamla fotografier kan man se att det fanns en liten fiskeby på ön. Finland var tvunget att överlåta ön till Sovjetunionen 1940 i enlighet med Moskvafreden, samt senare i enlighet med fredsfördragen från Moskva 1944 och Paris 1947. Ön tillhör idag Ryssland och är en del av Leningrad oblast.